# Kirari Suleman Nagar
Kirari Suleman Nagar is een census town in het district Noordwest-Delhi van het Indiase unieterritorium Delhi.

## Demografie
Volgens de Indiase volkstelling van 2001 woonden er in 2001 153.874 mensen in Kirari Suleman Nagar, waarvan 55% mannelijk en 45% vrouwelijk is. De plaats had toen een alfabetiseringsgraad van 59%.
Bij de census van 2011 was de stad al uitgegroeid tot een grote stad met 282.598 inwoners, het relatief aantal mannelijke inwoners was gedaald tot 53,8% en de alfabetiseringsgraad gestegen tot 79,2%.